# Улыбка медузы (фильм)
«Улыбка медузы» (1918) — немой художественный фильм Николая Маликова по посмертному сценарию Анны Мар. Метраж фильма, дата выпуска на экран, сюжет неизвестны. Фильм не сохранился.

## Актёры
- П. Козмовская — Люси Венцель, актриса
- Мария Горичева — Фанни, подруга Люси
- А. Зарубин — Широдский, её муж
- Амо Бек-Назаров — Александр Морев, художник
- Владимир Гайдаров — доктор Аксон, владелец санатория для душевнобольных

## Художественные особенности
«Чтобы создать большее впечатление глубины и воздуха, режиссёры поднимали аппарат выше обычной точки зрения человеческого глаза и тем самым как бы опрокидывали в кадр огромные плоскости пола гостиных и зал», «этот приём вносил в фильм каждый раз неожиданный изобразительный эффект, придавая объёмность сцене и рельефность действующим персонажам».